# 1987년 대한민국의 영화 목록
다음은 1987년에 개봉됐던 대한민국의 영화 목록이다.

## 목록
- 87 영자의 전성시대
- Y의 체험
- 가슴으로 타는 밤
- 가슴을 펴라
- 거리의 악사
- 고속도로
- 공중에 뜬 나의 맨발
- 기쁜 우리 젊은 날
- 나는 다시 살고 싶다
- 난운
- 내일은 뭐 할거니
- 냉혈자
- 너와 나의 비밀일기
- 달래내 보슬이
- 달빛 사냥꾼
- 대야망
- 덫
- 돌쇠바람
- 돌아이 3
- 동녀
- 됴화
- 두 여자의 집
- 따귀일곱대
- 딱 한번만 만나요
- 뜨겁고 깊은 겨울
- 레테의 연가
- 마님
- 마카리안고
- 먼 여행 긴 터널
- 못다부른 노래님
- 몽마르트 언덕의 상투
- 물망초
- 미미와 철수의 청춘스케치
- 바람부는 날에도 꽃은 피고
- 박철수의 헬로 임꺽정
- 밤나비
- 북치는 여자
- 불씨
- 비창
- 빙해
- 사노
- 산딸기 3
- 삿뽀로의 밤사냥
- 서울은 여자를 좋아해
- 서울의 탱고
- 성 리수일뎐
- 성춘향
- 속 변강쇠
- 신술마술
- 실연클럽
- 씨받이
- 안개기둥
- 안녕하세요 하나님
- 야누스의 불꽃여자
- 얄숙이들의 개성시대
- 엄마는 외출중
- 연산군
- 영웅 돌아오다
- 영점구일칠
- 옹기골 뽕녀
- 외계에서 온 우뢰매 전격 쓰리 작전
- 외계우뢰용
- 요화 어을우동
- 우뢰매 4탄 썬더브이출동
- 웅담부인
- 위기의 여자
- 유리의 성
- 유정
- 은하에서 온 별똥동자 1
- 은하에서 온 별똥왕자 2
- 이브의 건넌방
- 잊을 수 없는 순간
- 젖은풀 젖은잎
- 제2의 사춘기
- 지옥의 링
- 키위새의 겨울
- 토요일은 밤이 없다
- 팔도쌍나팔
- 팔도주방장
- 푸른계절의 열기
- 풍녀
- 하녀의 방
- 학창보고서
- 한쪽날개의 천사
- 호걸춘풍
- 화랑브이 3총사
- 화려한 변신
- 후궁한
- 흑성마왕과 슈퍼왕자

## 참고 자료
- KOFIC 영화데이터베이스